# Manuel Isidro Orozco Manrique de Lara
Manuel Isidro Orozco Manrique de Lara (Madrid, 15 de mayo de 1681 - Madrid, 1 de febrero de 1745) religioso español, deán y canónigo de la santa iglesia de Toledo, capellán y limosnero de Felipe V, inquisidor General. Obispo de Jaén y arzobispo de Santiago de Compostela.